# Maciço da Argentera
O Maciço da Argentera - Massiccio dell'Argentera em italiano - é na realidade a parte italiana do  Maciço do Mercantour/Argentera. 
Este maciço que faz parte dos Alpes Ocidentais na sua secção da Cordilheira dos Alpes Marítimos, encontra-se repartido pelo Piemonte em Itália, e pelo departamento francês dos Alpes Marítimos. O ponto mais alto é o Cime de l'Argentera com 3.297 m.

## Geografia
Composta por rocha sedimentar o maciço tem os Alpes Ligures A Leste e os Pré-Alpes de Nice e Pré-Alpes de Castellane  a Sul.

## Mercantour/Argentera
Maciço do Mercantour, é assim que é conhecido o lado francêsa do maciço do razão porque na imagem da caixa ele aparece como  Mercantour/Argentera.

## Parque
Numa parte do maciço fica o Parque nacional do Mercantour que foi creado em 18 Ago. 1979 e ocupa uma superfície de 685 km2.

## Imagem

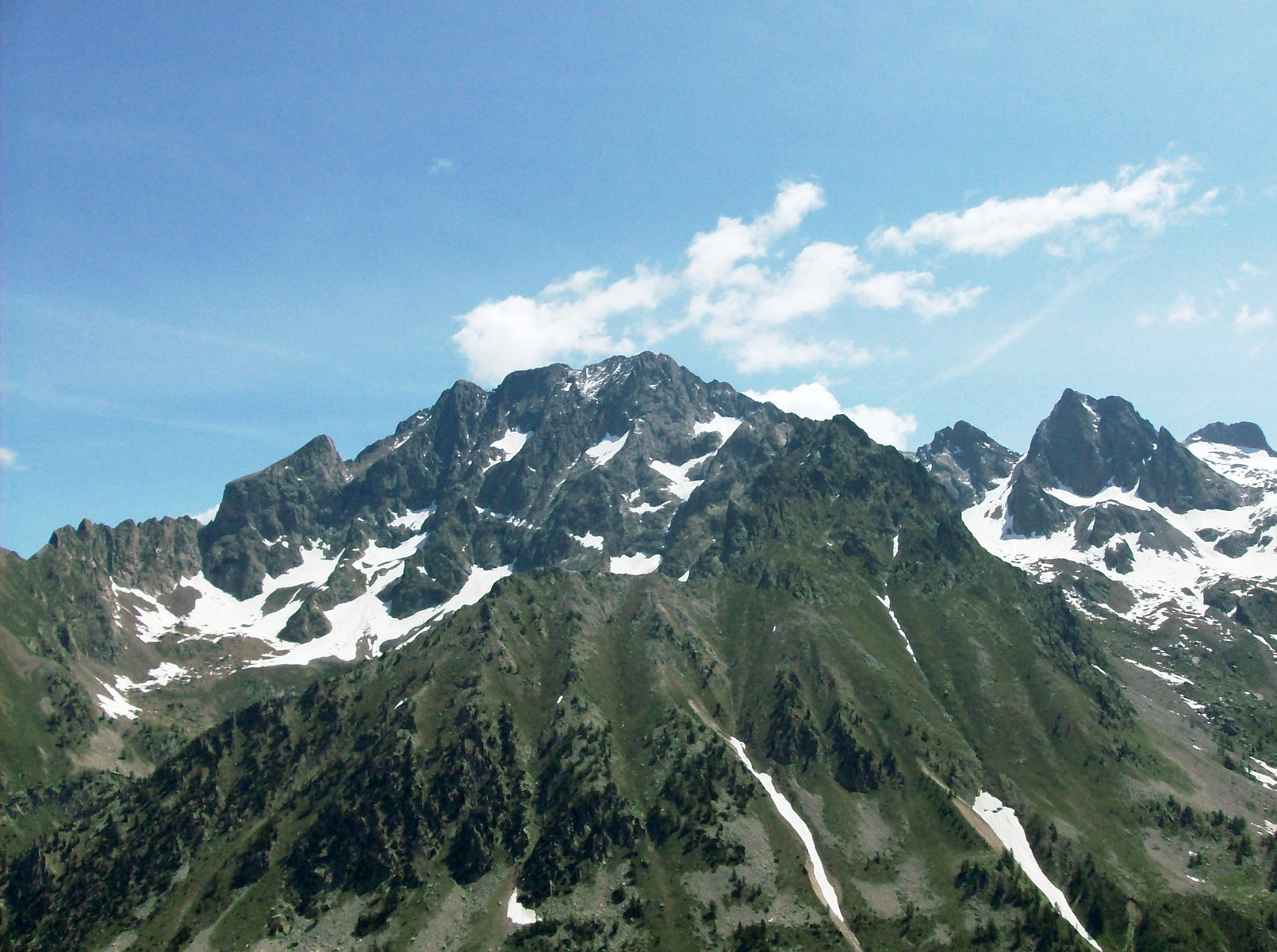
O Monte Argentera